# Urbi et Orbi

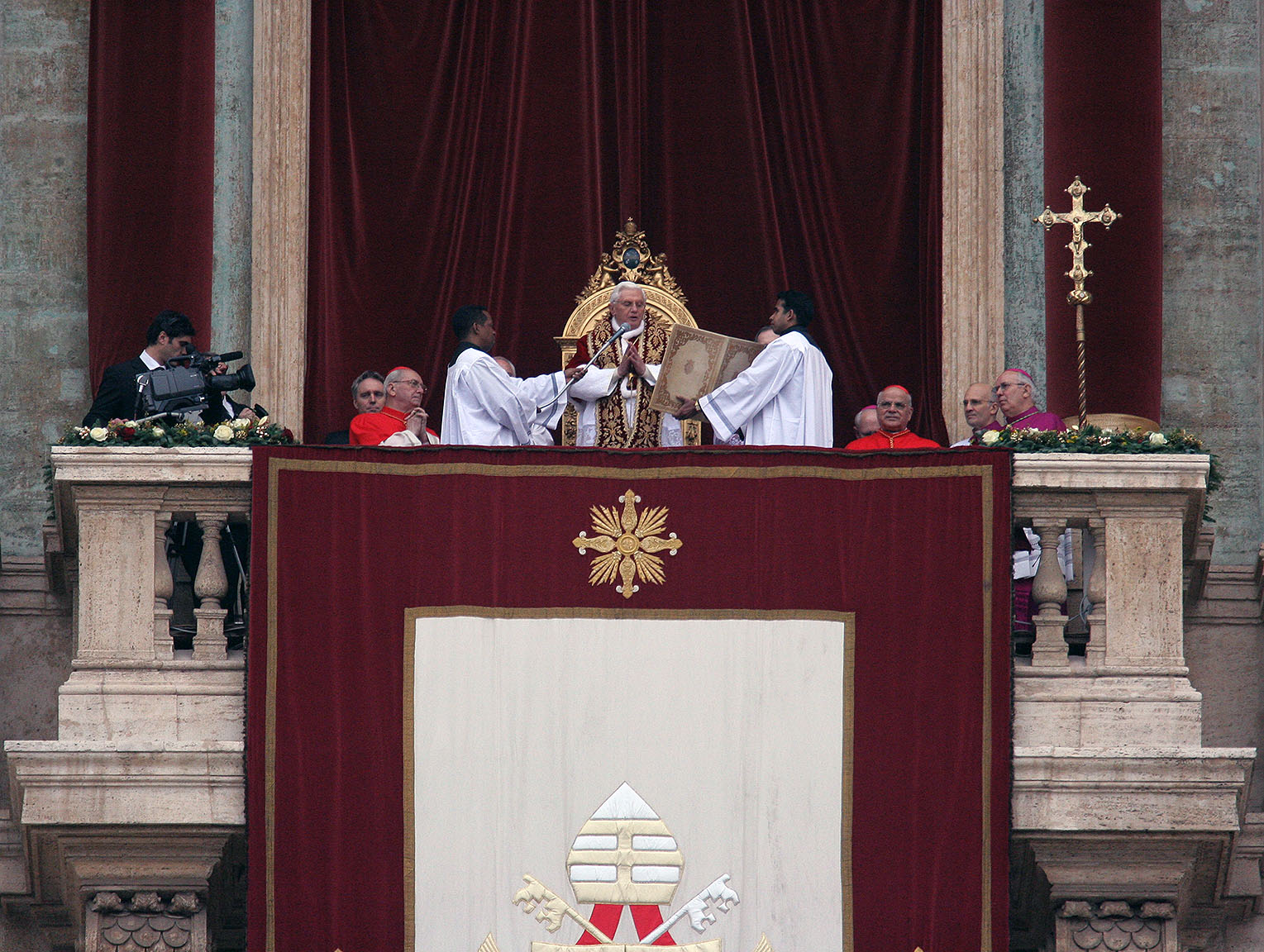
Urbi et Orbi julen 2008, påve Benedictus XVI.

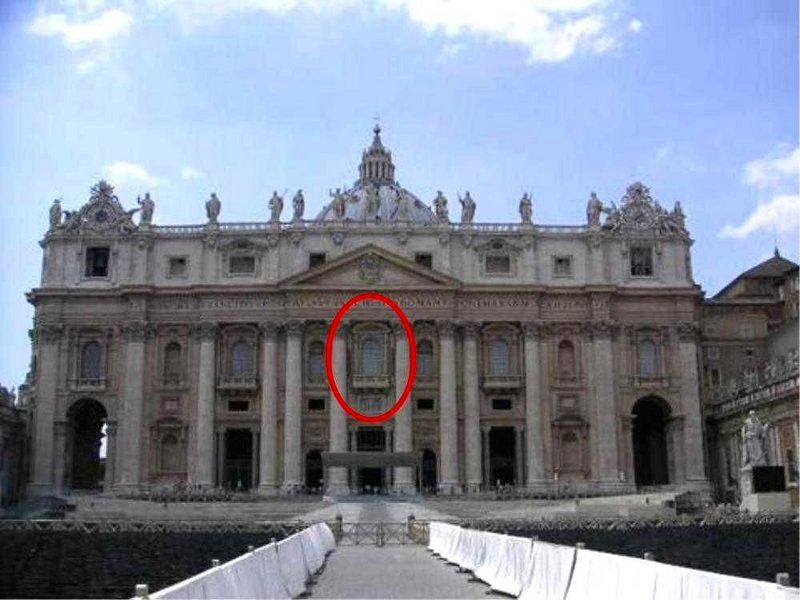
Peterskyrkans fasad, varifrån påven som regel ger Urbi et Orbi.

Urbi et Orbi (latin ”för staden (Rom) och världen”) var öppningsfrasen i romerska proklamationer och blev senare ett uttryck i påvliga dokument för att beskriva påvens ställning som Roms biskop och kyrkans överhuvud. Uttrycket brukas bland annat om påvens välsignelse från Peterskyrkans loggia till jul och på påskdagen.